# Construção
Construção ist das 1971 erschienene fünfte Album des brasilianischen Musikers Chico Buarque. Es markiert einen deutlichen Bruch in seinem Werk und gilt heute als eines der bedeutendsten Alben brasilianischer Musik.

## Entstehung
1968 hatte Chico Buarque das von einer Militärdiktatur unter Artur da Costa e Silva regierte Brasilien verlassen müssen, nachdem er aufgrund seines ersten Theaterstücks, Roda Viva, in Konflikt mit dem Gesetz geriet. Buarque ging nach Italien ins Exil, kehrte jedoch bereits 1970 zurück. Zwar wurde er nicht verhaftet, geriet aber unter starken Druck der Zensur. In dieser Zeit spielte Buarque Construção ein.
Das Album erschien 1971, eine CD-Version erstmals 1990.

## Stil
Construção stellte künstlerisch einen klaren Bruch in Buarques Schaffen dar. Seine Musik vor dem Exil war leichte Bossa Nova ohne größeren Tiefgang, oder wie Chris McGowan und Ricardo Pessanha später schrieben: „Ob alt oder jung, reich oder arm, Kommunist oder Kapitalist, jeder liebte Chico, den netten grünäugigen jungen Sänger … bis ungefähr 1968.“ Co-Autor mehrerer Stücke war Vinícius de Moraes, bei einzelnen Stücken Tom Jobim und Toquinho. Minha História (Gesùbambino) war eine Adaption von Lucio Dallas Stück 4 Marzo 1943, gemeinhin Gesu Bambino genannt.
In Details wird deutlich, dass das Album keine reine Songsammlung ist, sondern ein miteinander eng verbundenes Werk darstellt. So schlägt zum Abschluss der ersten Seite das crescendierende Titelstück überraschend um und nimmt in einer Reprise Text und Musik des Openers Deus lhe pague wieder auf, wodurch sich für die erste Seite ein Suitencharakter ergibt.

### Texte
Construção ist düster und dramatisch, die Texte handeln von Tod, den Routinen des Alltags, Trennung und Exil, unterschwellig üben sie auch Kritik an der Militärdiktatur. Die vor 1968 in seinen Texten geläufigen „nostalgischen Themen wichen einer fast halluzinatorischen Behandlung der Enttäuschungen und Tragödien des Alltagslebens. Eindringlich beschwört Buarque die Entmenschlichung, ausgelöst durch Arbeit, Ehe, Routine, das System“.

### Musik
Das Album basierte auf Samba und Bossa Nova und alle Instrumente waren akustisch, dadurch war es deutlich distanziert von der gleichzeitigen Strömung des Tropicalismo. Begleitet wurde er dabei auf einigen Stücken von MPB-4, einer der wichtigsten Vokalgruppen der Música Popular Brasileira sowie Tom Jobim am Klavier. Die Arrangements waren komplex und raffiniert und scheuten auch Dissonanzen nicht. Deutlich hörbar im Orchester ist der Einfluss von Rogerio Duprat.

## Rezeption
Zur Zeit seiner Veröffentlichung waren fast alle Stücke Hits, das Album gilt heute als Klassiker. Die brasilianische Ausgabe des Rolling Stone führt Construção auf Platz 3 seiner „Liste der 100 wichtigsten Schallplatten brasilianischer Musik“ und resümiert: „Eine Sprache so direkt wie unter den Umständen möglich, großartige Melodien. Bedeutung und Verantwortungsgefühl in einer der bedeutendsten brasilianischen Platten.“
In einer Liste der „100 besten Platten des Jahrhunderts“, zusammengestellt von der Viva-Zwei-Sendung Wah² und der Zeitschrift spex im Jahre 2001 wurde das Album auf Platz 54 gelistet. In einer Kritik attestierte Zeit Online dem Album 2006, es sei ein „Meilenstein der Popmusik, der Pet Sounds von den Beach Boys in seinem harmonischen Einfallsreichtum und der Raffinesse der Arrangements mindestens ebenbürtig ist. Lyrisch hingegen ist die Platte überlegen“.

## Titelliste
1. Deus lhe pague – 3:19
2. Cotidiano – 2:49
3. Desalento – 2:48
4. Construção – 6:24
5. Cordão – 2:31
6. Olha Maria – 3:56
7. Samba de Orly – 2:40
8. Valsinha – 2:00
9. Minha História (Gesùbambino) – 3:01
10. Acalanto – 1:38